# Edward Yang
Edward Yang (杨德昌S, Yáng DéchāngP) (Shanghai, 6 novembre 1947 – Los Angeles, 29 giugno 2007) è stato un regista e sceneggiatore taiwanese.
Al pari dell'amico Hou Hsiao-hsien, è il cineasta più rappresentativo del Nuovo Cinema di Taiwan, in particolare per l'esplorazione del rapporto tra memoria e presente, individui e metropoli, destini immersi nella solitudine e architetture postmoderne della città di Taipei. Nel 2000 vinse il premio per la regia al Festival di Cannes con Yi Yi - e uno... e due....

## Biografia
Nel 1949, dopo la caduta del governo nazionalista di Chiang Kai-shek, si trasferì con i genitori, funzionari di Stato, a Taiwan. Dopo la laurea in ingegneria elettronica, si trasferisce negli Stati Uniti per studiare informatica all'University of Southern California. Dopo gli studi lavora come tecnico informatico a Seattle, pur coltivando la sua passione per il cinema, il disegno e la musica classica. 
Nel 1980, dopo 11 anni vissuti negli Stati Uniti, il suo amico Yu Wei-cheng lo induce a tornare a Taiwan per aiutarlo nella realizzazione di un film, The Winter of 1905; Yang viene citato nei titoli di testa come sceneggiatore e attore. Dirige in seguito un episodio per uno sceneggiato televisivo, e viene incaricato dalla Central Motion Picture Corporation di prendere parte a un film collettivo, In our time, di cui dirige l'episodio Zhiwang, che rievoca il passaggio all'adolescenza di una ragazza negli anni '60.
Il suo primo lungometraggio è del 1983, Hai tan de yi tian (titolo internazionale: That Day, on the Beach), che affronta la condizione delle donne moderne con una costruzione narrativa complessa che si ispira a Michelangelo Antonioni.
Il film successivo, Taipei Story (1985) è una tragicommedia urbana destinata all'esportazione. Nel 1986 dirige The Terrorizers e partecipa all'elaborazione del "Manifesto del film taiwanese", una carta di intenti di un gruppo di registi (tra gli altri Hou Hsiao-hsien, Zhu Tianwen, Wu Nianzhen, Christopher Doyle) che intende rinnovare il cinema di Taiwan.
A Brighter Summer Day, del 1991, è un'evocazione della propria infanzia costruita attorno a un fatto di cronaca nera avvenuto negli anni '60. Il suo nome inizia a circolare all'estero grazie ai festival che accolgono il film. Nel 1994 il festival di Cannes proietta A confucian confusion, ambizioso affresco della società postmoderna taiwanese. Mahjong (1996) è un film comico di azione che si avvale della partecipazione della star francese Virginie Ledoyen. 
Nel 2000 il film Yi Yi - e uno... e due..., una complessa storia familiare raccontata con gli occhi di un bambino, ottiene il premio per la regia al Festival di Cannes.
Fonda poi una società di produzione di film di animazione e show televisivi, tra cui un progetto animato con Jackie Chan, ma viene stroncato da un cancro al colon nel giugno del 2007.

## Critica
Diversamente da Hou Hsiao-hsien, Edward Yang privilegia nel suo cinema la cultura urbana della Taiwan contemporanea, facendo del suo universo metropolitano il messaggio primario della sua stessa forma narrativa e registrando impietosamente il vuoto che si stabilisce fra i suoi personaggi, e tra questi e lo spazio che li circonda.
Come scrive il critico cinematografico Alberto Pezzotta: 
(A. Pezzotta, L’ironia di Edward Yang, Bianco&Nero, 2002, p.11)

## Premi
- 1991 premio speciale della giuria per A Brighter Summer Day al Tokyo International Film Festival
- 1996 premio Menzione speciale per "Mahjong" al Festival del cinema di Berlino
- 2000 premio per la regia al festival di Cannes con il film Yi Yi - e uno... e due...

## Filmografia
- In our time (Guangyin de gushi) (1982) - Episodio Zhiwang
- Hai tan de yi tian (1983)
- Taipei Story (Qing mei zhu ma) (1984)
- The Terrorizers (Kongbu Fenzi) (1986)
- A Brighter Summer Day (Gǔlǐng jiē shàonián shārén shìjiàn) (1991)
- A Confucian Confusion (Duli shidai) (1994)
- Mahjong (Majiang) (1996)
- Yi Yi - e uno... e due... (Yī Yī) (2000)